# Trimère (biochimie)
Pour les articles homonymes, voir trimère.

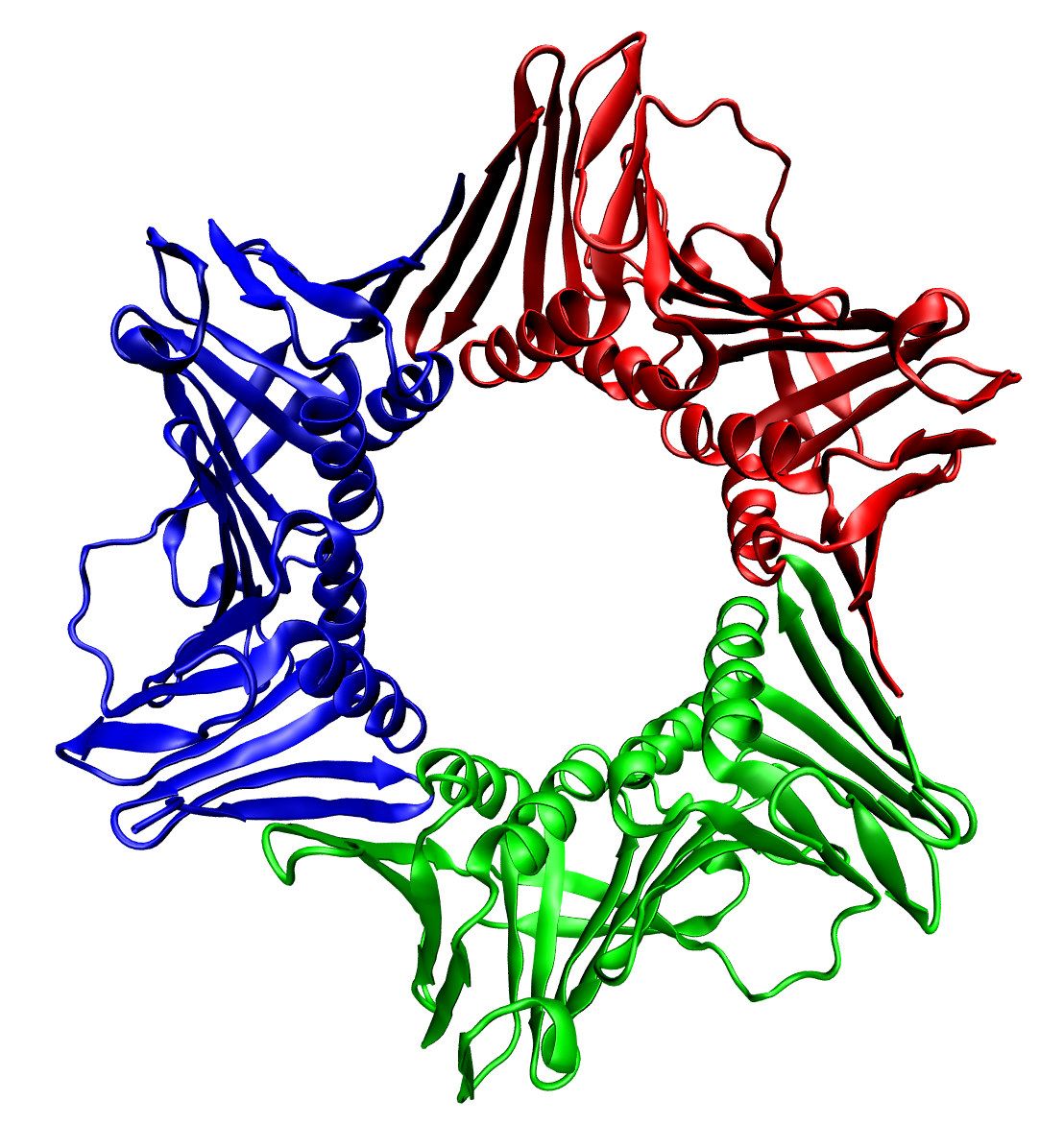
Représentation de la protéine humaine PCNA. Les trois sous-unités sont représentées de trois couleurs différentes.

Un trimère en biochimie désigne une conformation protéique formée de 3 sous-unités liées de façon non-covalente.